# Надеждинка (Тайиншинський район)
Наде́ждинка (каз. Надеждинка) — село у складі Тайиншинського району Північноказахстанської області Казахстану. Входить до складу Мироновського сільського округу.
Населення — 44 особи (2021; 150 у 2009, 187 у 1999, 222 у 1989).
Національний склад станом на 1989 рік:
- казахи — 33 %
- українці — 28 %
- росіяни — 24 %.

Колишня назва — Надежка.